# París-Niça 1997
La París-Niça 1997 fou la 55a edició de la París-Niça. És un cursa ciclista que es va disputar entre el 9 i el 16 de març de 1997. La cursa fou guanyada pel francès Laurent Jalabert de l'equip ONCE per davant de Laurent Dufaux (Festina-Lotus) i Santi Blanco (Banesto). Jalabert també guanyà la classificació de la muntanya mentre que Tom Steels s'emportà la de la regularitat i el conjunt Festina-Lotus la d'equips.
Gilbert Duclos-Lassalle es converteix en director de cursa. S'instauren els controls sanguinis.

## Participants
En aquesta edició de la París-Niça hi preneren part 136 corredors dividits en 17 equips: ONCE, Festina-Lotus, Banesto, Mapei-GB, US Postal Service, Casino-C'est votre equipe, Gan, BigMat-Auber'93, Française des Jeux, Kelme-Costa Blanca, Lotto-Mobistar, Batik-Del Monte, Team Polti, Saeco, Cofidis, MG Maglificio-Technogym i Mutuelle de Seine-et-Marne. La prova l'acabaren 111 corredors.

## Resultats de les etapes
| Etapes              | Data       | Recorregut                    | Km       | Vencedor d'etapa   | Líder de la general |
| ------------------- | ---------- | ----------------------------- | -------- | ------------------ | ------------------- |
| Pròleg              | 9 de març  | Neuilly-sur-Seine-París (CRI) | 7.1 km   | Laurent Jalabert   | Laurent Jalabert    |
| 1a etapa            | 10 de març | Vendôme-Bourges               | 162.5 km | Tom Steels         | Laurent Jalabert    |
| 2a etapa            | 11 de març | Bourges-Montluçon             | 173 km   | Tom Steels         | Laurent Jalabert    |
| 3a etapa            | 12 de març | Montluçon-Clermont-Ferrand    | 165 km   | Pascal Chanteur    | Laurent Jalabert    |
| 4a etapa            | 13 de març | Cournon-d'Auvergne-Vénissieux | 197.5 km | Tom Steels         | Laurent Jalabert    |
| 5a etapa            | 14 de març | Montélimar-Sisteron           | 182 km   | Laurent Jalabert   | Laurent Jalabert    |
| 6a etapa            | 15 de març | Saint-André-les-Alpes-Antibes | 160.5 km | Adriano Baffi      | Laurent Jalabert    |
| 7a etapa, 1r sector | 16 de març | Niça-Niça                     | 69.8 km  | Tom Steels         | Laurent Jalabert    |
| 7a etapa, 2n sector | 16 de març | Antibes-Niça (CRI)            | 19.9 km  | Viatxeslav Iekímov | Laurent Jalabert    |

## Etapes

### Pròleg
9-03-1997. Neuilly-sur-Seine-París, 7.1 km. (CRI)
|   | Ciclista         | Equip          | Temps   |
| - | ---------------- | -------------- | ------- |
| 1 | Laurent Jalabert | ONCE           | 19' 04" |
| 2 | Andrei Txmil     | Lotto-Mobistar | + 4"    |
| 3 | Melcior Mauri    | ONCE           | + 10"   |

### 1a etapa
10-03-1997. Vendôme-Bourges, 162.5 km.
|   | Ciclista           | Equip             | Temps      |
| - | ------------------ | ----------------- | ---------- |
| 1 | Tom Steels         | Mapei-GB          | 4h 24' 48" |
| 2 | Frédéric Moncassin | Gan               | m. t.      |
| 3 | Adriano Baffi      | US Postal Service | m. t.      |

### 2a etapa
11-03-1997. Bourges-Montluçon 173 km.
|   | Ciclista            | Equip    | Temps      |
| - | ------------------- | -------- | ---------- |
| 1 | Tom Steels          | Mapei-GB | 4h 13' 59" |
| 2 | Gian-Matteo Fagnini | Saeco    | m. t.      |
| 3 | Frédéric Moncassin  | Gan      | m. t.      |

### 3a etapa
12-03-1997. Montluçon-Clermont-Ferrand 165 km.
|   | Ciclista         | Equip                     | Temps      |
| - | ---------------- | ------------------------- | ---------- |
| 1 | Pascal Chanteur  | Casino-C'est votre equipe | 3h 59' 43" |
| 2 | Laurent Dufaux   | Festina-Lotus             | m. t.      |
| 3 | Laurent Jalabert | ONCE                      | m. t.      |

### 4a etapa
13-03-1997. Cournon-d'Auvergne-Vénissieux, 197.5 km.
|   | Ciclista         | Equip    | Temps      |
| - | ---------------- | -------- | ---------- |
| 1 | Tom Steels       | Mapei-GB | 5h 20' 48" |
| 2 | Mario Cipollini  | Saeco    | m. t.      |
| 3 | Laurent Jalabert | ONCE     | m. t."     |

### 5a etapa
14-03-1997. Montélimar-Sisteron, 182 km.
|   | Ciclista         | Equip         | Temps      |
| - | ---------------- | ------------- | ---------- |
| 1 | Laurent Jalabert | ONCE          | 4h 34' 12" |
| 2 | Laurent Dufaux   | Festina-Lotus | m. t.      |
| 3 | Santi Blanco     | Banesto       | + 1"       |

### 6a etapa
15-03-1997. Saint-André-les-Alpes-Antibes, 160.5 km.
|   | Ciclista      | Equip             | Temps      |
| - | ------------- | ----------------- | ---------- |
| 1 | Adriano Baffi | US Postal Service | 3h 35' 49" |
| 2 | Johan Museeuw | Mapei-GB          | m. t.      |
| 3 | Andrei Txmil  | Lotto - Mobistar  | m. t.      |

### 7a etapa, 1r sector
16-03-1997. Niça-Niça, 69.8 km.
|   | Ciclista           | Equip                   | Temps      |
| - | ------------------ | ----------------------- | ---------- |
| 1 | Tom Steels         | Mapei-GB                | 1h 39' 10" |
| 2 | Fabio Baldato      | MG Maglificio-Technogym | m. t.      |
| 3 | Frédéric Moncassin | Gan                     | m. t.      |

### 7a etapa, 2n sector
16-03-1997. Antibes-Niça, 19.9 km. CRI
Arribada situada al Passeig dels Anglesos.
|   | Ciclista           | Equip             | Temps   |
| - | ------------------ | ----------------- | ------- |
| 1 | Viatxeslav Iekímov | US Postal Service | 22' 27" |
| 2 | Ievgueni Berzin    | Batik-Del Monte   | + 30"   |
| 3 | Tom Steels         | Mapei-GB          | + 37"   |

## Classificacions finals

### Classificació general
|    | Ciclista           | Equip                     | Temps       |
| -- | ------------------ | ------------------------- | ----------- |
| 1  | Laurent Jalabert   | ONCE                      | 28h 56' 06" |
| 2  | Laurent Dufaux     | Festina-Lotus             | + 1' 00"    |
| 3  | Santi Blanco       | Banesto                   | + 1' 25"    |
| 4  | Viatxeslav Iekímov | US Postal Service         | + 1' 45"    |
| 5  | Pascal Chanteur    | Casino-C'est votre equipe | + 2' 06"    |
| 6  | Didier Rous        | Festina-Lotus             | + 2' 32"    |
| 7  | Mikel Zarrabeitia  | ONCE                      | + 2' 39"    |
| 8  | Johan Museeuw      | Mapei-GB                  | + 2' 43"    |
| 9  | Christophe Moreau  | Festina-Lotus             | + 2' 51"    |
| 10 | Pascal Lino        | BigMat-Auber'93           | + 2' 55"    |

## Evolució de les classificacions
| Etapa (Vencedor)                         | Classificació general |
| ---------------------------------------- | --------------------- |
| 0Pròleg (Laurent Jalabert)               | Laurent Jalabert      |
| 0Etapa 1 (Tom Steels)                    | Laurent Jalabert      |
| 0Etapa 2 (Tom Steels)                    | Laurent Jalabert      |
| 0Etapa 3 (Pascal Chanteur)               | Laurent Jalabert      |
| 0Etapa 4 (Tom Steels)                    | Laurent Jalabert      |
| 0Etapa 5 (Laurent Jalabert)              | Laurent Jalabert      |
| 0Etapa 6 (Adriano Baffi)                 | Laurent Jalabert      |
| 0Etapa 7, 1r sector (Tom Steels)         | Laurent Jalabert      |
| 0Etapa 7, 2n sector (Viatxeslav Iekímov) | Laurent Jalabert      |